# Heidemarie Stefanyshyn-Piperová
Heidemarie Stefanyshyn-Piperová (*7. února 1963 Saint Paul, Minnesota, USA) je americká astronautka. Ve vesmíru byla dvakrát.

## Život

### Studium a zaměstnání
Absolvovala střední školu Derham Hall High School v rodném městě, po jejím ukončení v roce 1990 pokračovala ve studiu na Massachusettském technologickém institutu. Dostudovala v roce 1985 a nastoupila do firmy Naval Sea Systems Command v Arlingtonu. Zůstala zde krátce.
V roce 1996 se zapojila do výcviku budoucích kosmonautů v Houstonu, o dva roky později byla členkou jednotky kosmonautů v NASA.
Vdala se, jejím manželem se stal Glenn Piper

### Lety do vesmíru
Na oběžnou dráhu se v raketoplánu dostala dvakrát ve funkci letová specialistka, pracovala na orbitální stanici ISS a strávila ve vesmíru 27 dní, 15 hodin a 36 minut. Byla 445. člověkem ve vesmíru, 43. ženou. Na ISS absolvovala pět výstupů do volného vesmíru (EVA) v celkové délce 33 hodin a 42 minut.
- STS-115 Atlantis (9. září 2006 – 21. září 2006)
- STS-126 Endeavour (15. listopad 2008 – 30. listopad 2008)

## Vyznamenání

### Americká vyznamenání
- Defense Superior Service Medal
- Legion of Merit – uděleno dvakrát
- Defense Meritorious Service Medal
- Medaile za vzornou službu
- Navy Commendation Medal – udělena dvakrát
- Navy Achievement Medal – udělena dvakrát
- Medaile za službu v národní obraně
- NASA Space Flight Medal – udělena dvakrát
- NASA Exceptional Service Medal

### Zahraniční vyznamenání
- Řád kněžny Olgy III. třídy (Ukrajina, 1. února 2007)[1]